# Vatasensaari
Vatasensaari är en ö i Finland. Den ligger i sjön Saimen och i kommunen Sankt Michel i den ekonomiska regionen  S:t Michel och landskapet Södra Savolax, i den södra delen av landet, 220 km nordost om huvudstaden Helsingfors. Öns area är 21,1 hektar och dess största längd är 0,7 kilometer i öst-västlig riktning.